# Натоліч
Натоліч (Natolich) — український поп-рок гурт, створений 2014 року в Дніпрі. Лідером і вокалістом гурту є Констянтин Рафальський.

## Історія
Історія гурту почалась у новорічну ніч 2014 року. Рівно опівночі відбувся перший концерт гурту в «Махнопабі», завдяки чому й народився колектив. Спочатку в гурті було троє учасників: Костянтин Рафальский, його брат Данило, та Денис Рейс, а за місяць до них приєднався Олесь Степанов.
2014 року музиканти працювали у студії звукозапису, наприкінці листопаду гурт випустив дебютний альбом «Прометей», який музиканти презентували за участю струнного квартету. В грудні відбулася прем'єра першого кліпу на пісню «Прометей», а в лютому — прем'єра кліпу «Текіла».
В червні 2015-го гурт представив нову пісню «До дна», котра ввійде до другого альбому колективу. Рік потому вийшов другий сингл «Револьвер», який був презентований на сольному концерті 15 квітня в Дніпрі.
Учасники наймасштабніших фестивалів таких, як «Atlas Weekend», «Respublica», «Woodstock Ukraine», «Схід-Рок», «Раковець фест», «Стопудівка», «Kozak Fest» та ін.
Реліз другого альбому «AmonRa» відбувся 19 травня у дніпровській філармонії ім. Когана, де він був презентований наживо за участю духових віртуозів Дніпра — струнного квартету «Tonart», Лєри Кібець, Андрія Кочурова та Юлії Шевченко.
У листопаді 2018-го гурт вирішив припинити діяльність.

## Учасники
- Костянтин Рафальский — вокал, тексти пісень (2014 — до сьогодні)
- Данило Рафальский — бас-гітара, бек-вокал (2014 — до сьогодні)
- Денис Рейс — ударні (2014 — до сьогодні)
- Володимир Бузаджи — гітара (жовтень 2017 — до сьогодні)

### Колишні учасники
- Олесь Степанов — гітара (2014 — травень 2016)

- Сергій Дудко — гітара (травень 2016 — травень 2017)
- Іван Приходько — гітара (травень 2017 — жовтень 2017)

## Дискографія

### Студійні альбоми
- 2014 — Прометей

- 2017 — Amon-Ra

### Сингли
- 2015 — «До дна»
- 2016 — «Револьвер»
- 2016 — «Amon-Ra»
- 2016 — «Габаритами»
- 2016 — «Разом»

## Відеокліпи
- 2014 — «Прометей»
- 2015 — «Текила»
- 2016 — « Amon-Ra»